# ズバイダ
ズバイダ（766年 - 831年）ことズバイダ・ビント・ジャアファルは、アッバース朝の第5代カリフ・ハールーン・アッ＝ラシードの正妃。第6代カリフ・アミーンの母。ズバイダは通称（ラカブ、あだ名）であり、本名はアマト・アル＝アズィーズ（つなげ読みをした場合はアマトゥルアズィーズ。「比類無き強大者（＝アッラー）のしもべ」の意で、男性名アブドゥルアズィーズに対応する。）だったというが、スカイナだったという説もある。クンヤはウンム・ジャアファル。実子はムハンマド・アル＝アミーンであるが、息子の名前から取った実際の親子関係に由来するクンヤであるウンム・アル＝アミーンよりも祖父のクンヤ（アブー・ジャアファル）にちなんだウンム・ジャアファルというクンヤの方で広く知られている。
ズバイダは『千夜一夜物語』に夫と共にしばしば登場することでも知られる。

## 生涯
766年、モースルにてアッバース朝第2代カリフ・マンスールの孫として生まれる。父はアル＝マンスールの長男ジャアファルであったが、祖父の在位中に死去したためカリフ位は継承しないままであった。
祖父マンスールから大変可愛がられ、「小さなクリーム」という意味の「ズバイダ」という愛称で呼ばれた。ズバイダはアラビア語でクリームやバターを意味するズブダの縮小形名詞で、小さくて愛らしいクリームというニュアンスが含まれている。幼い彼女とよく遊んでいた祖父が孫娘の色白で繊細かつみずみずしい柔らかな肌を見て「お前はズブダ（クリーム）、お前はズバイダ（小さくてかわいいクリームちゃん）だ」と声をかけたといい、本名よりもズバイダというニックネームで有名になった。実際のところ、彼女は成長しその愛称どおり美貌の女性となったようである。
781年に父方かつ母方の従兄であるハールーン・アッ＝ラシードの正妃となった。
ズバイダは大変な財産家であり、正妃としての宮殿の他にもカラール宮という個人的な宮殿も所有していた。彼女は夫と共に詩や音楽などの芸術にも大変な関心を持っていたようである。
聡明な彼女はまた、寛大な女性でもあり、他の妃達に特に嫉妬する事もなかったらしいが、バルマク家のヤフヤー・イブン＝ハーリドの城で美貌の女性歌手ダナーニールの歌を聞いたハールーンが、それから彼女の歌を聞きに、しばしばヤフヤーの城を訪れるようになり、彼女に3万ディナールほどの高価な首飾りの贈り物をしたと聞いた時は、さすがに気になったらしくハールーンの叔父に相談したという。叔父から非難されたハールーンは叔父と共にズバイダの所へ赴き、自分はただ彼女の声と歌に魅了されたのみだと釈明し、それを聞いたズバイダは満足して夫を疑ったおわびとして10人の自分の女奴隷をハールーンに贈ったという。また、彼女は慈善事業にも関心を持ち、諸都市の給水、道路の改良、街道の中の宿泊所の設置、礼拝堂の改築･新築など寄付を惜しまなかったという。
809年、息子のアミーンが第6代カリフとなったが、811年に後継者問題で異母兄のマームーンとの間に争いが起こり、813年9月、アミーンはマームーン側に捕らえられ殺害された。こうしてマームーンが第7代カリフとなったが、ズバイダの財産は保護され、彼女が毎年行っていた、詩人アブール・アターヒヤに金貨100ディナールと銀貨100ディルハムを贈る習慣を続けることができた。
823年にマームーンが側近のハサン・イブン・サハルの娘ブーラーンと結婚した際には、ズバイダはその結婚式にウマイヤ朝時代からの秘宝の華麗な真珠の衣装をまとって出席し、新郎のマームーンには1000ディルハムの大金を、新婦の父ハサンにはソルハ村を贈った。
831年、バグダードにて死去したとされている。